# Looptijd (natuurkunde)
Looptijd of dode tijd is de tijd die verstrijkt tussen het starten van een ingreep en het eerste effect van die ingreep.
Er zijn talloze voorbeelden te geven van systemen met een looptijd. Enkele daarvan:
- Centrale verwarming: het duurt enige tijd voor het warme water van de ketel in de radiator stroomt.
- Telecommunicatie via een satelliet: de gebruikte elektromagnetische golven reizen weliswaar met de snelheid van het licht, maar vanwege de enorme afstanden kan het toch enkele seconden duren voor de gesproken woorden worden gehoord.
- In de seismologie is de looptijd van een seismische golf de tijd die de golf nodig heeft om van de seismische bron (bijvoorbeeld een aardbeving) naar een ontvanger (een meetstation) te komen.

## Regeltechnisch probleem
Systemen met een looptijd zijn niet erg goed door middel van terugkoppeling te regelen. Als besturing door een persoon of systeem gebeurt op basis van de waargenomen toestand zonder rekening te gehouden met de vertraging, en een nieuwe ingreep wordt gedaan vóór het resultaat van de vorige ingreep volledig waarneembaar is dan kan de besturing te ver doorschieten.
Dit kan gebeuren bij de centrale verwarming in het voorbeeld hierboven, en bijvoorbeeld ook als men met de backspacetoets een aantal tekens wil uitwissen op een trage computer.
Systemen met een verhoudingsgewijs grote looptijd in de regelkring (dat wil zeggen groter dan de tijdconstante van het te regelen systeem) worden doorgaans geregeld met een eenvoudige aan/uit-regeling. 
Het resultaat is een oscillerend geregeld systeem met een periode van minimaal tweemaal de looptijd.
Betere regelingen zijn wel denkbaar, maar die zijn aanzienlijk gecompliceerder. Zo'n regelaar moet namelijk kennis dragen over de grootte van de looptijd en over de benodigde ingreep om een bepaalde afwijking van de ingestelde temperatuur te corrigeren, die uiteraard afhankelijk is van de buitentemperatuur.
Voor dit doel zou een digitale regelaar met succes ingezet kunnen worden, een bekend algoritme dat in een dergelijke regeling gebruikt wordt is de Smith predictor.